# Turnkeule

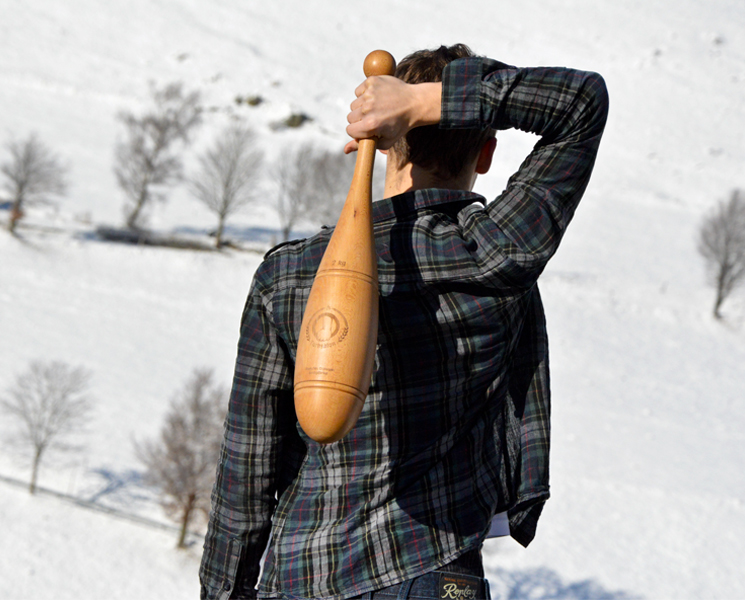
Turnkeule (2013)

Eine Turnkeule oder Gymnastikkeule ist ein Sportgerät für funktionelles Schulter- und Rückentraining. Sie ist in der Regel kegelförmig und aus Holz, z. B. Buche, mit einem Gewicht ab 1 kg aufwärts. Turnkeulen werden geschwungen und nicht gehoben. Durch die entstehende Fliehkraft wird die Arm- und Rumpfmuskulatur gedehnt und gleichzeitig gekräftigt. Turnkeulen werden zur Verbesserung von Kraft, Beweglichkeit und Koordination, zur Verletzungsprophylaxe und in der Rehabilitation eingesetzt.

## Geschichte

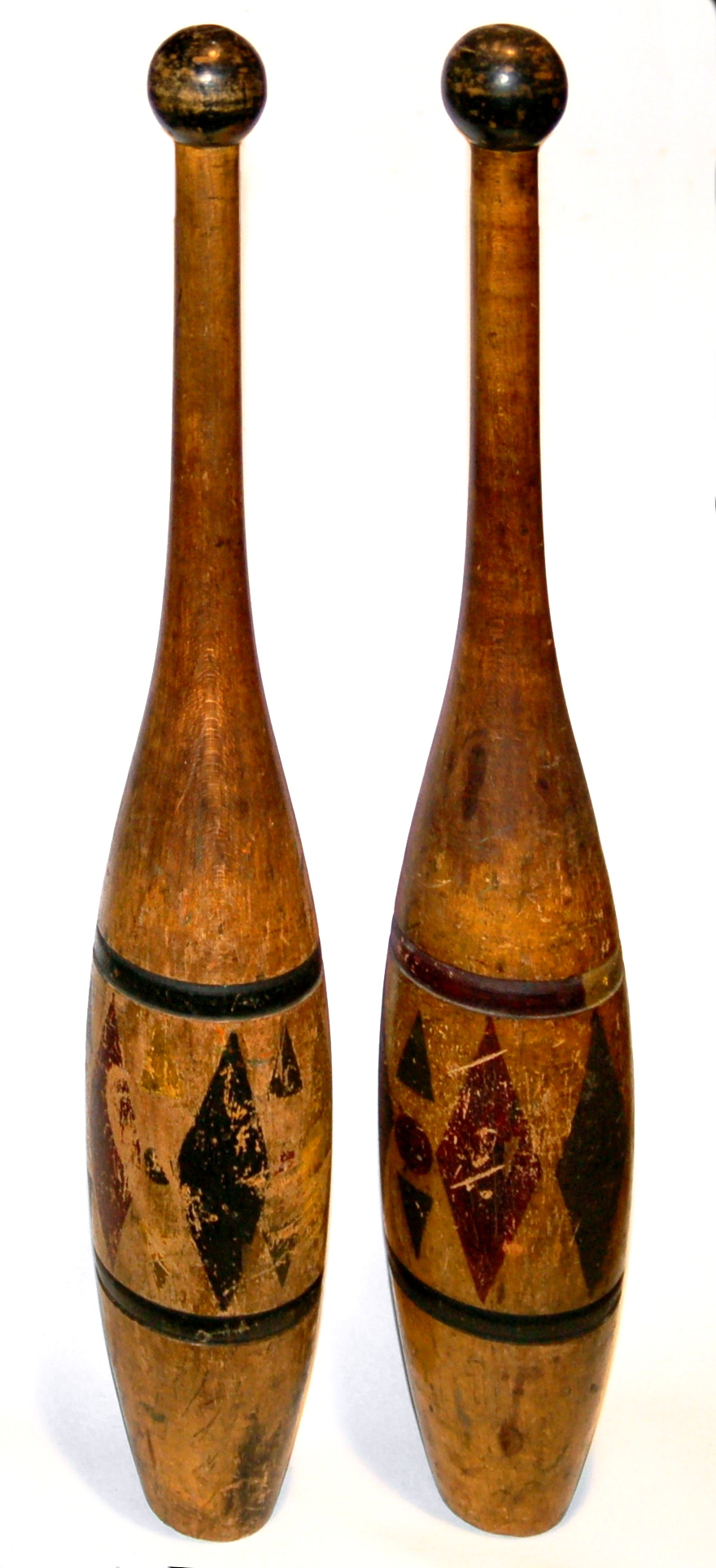
Hölzerne Turnkeulen aus dem 19. Jahrhundert

Im alten Persien wurden Turnkeulen von Pehlwani-Ringern als Trainingsgerät verwendet. Sie bereiteten sich damit auf ihre Wettkämpfe vor und nutzten die Keulen zur Verbesserung ihrer Kraft, Geschicklichkeit und Flexibilität. Die Kunst des Keulenschwingens verbreitete sich sukzessive nach Indien, Pakistan und Afghanistan. Anfang des 19. Jahrhunderts brachten britische Soldaten, die in Indien stationiert waren, diese Trainingsform nach England (englisch Indian Clubs). Von dort aus wurden Turnkeulen in weiten Teilen Europas zum gebräuchlichen Trainingsgerät für Männer, Frauen und Kinder.

## Anwendung
Das Training beginnt mit einfachen Vorwärts- und Rückwärtsschwüngen bei gestrecktem Ellbogen und geradem Stand. Später kann die Bewegung mit kreisförmigen oder radial-symmetrischen Schwüngen variiert werden. Hierzu eignet sich z. B. der Kreuzschwung, bei dem kreisförmig und abwechselnd vor der Brust und hinter dem Rücken geschwungen wird.
Eine Herausforderung an die Koordination stellen beidarmige Schwünge mit abwechselnd gebeugtem und gestrecktem Ellbogen dar. Hier werden die Bewegungsmuster leicht zeitversetzt spiegelbildlich ausgeführt. Für die Stärkung der Schultermuskulatur (Rotatorenmanschette) sind insbesondere Schwünge geeignet, bei denen die Keule mit hohem Ellbogen wie ein Pendel hinter dem Rücken schwingt. Durch die Drehung des Rumpfes wird die gesamte Körpermuskulatur bis zu den Füßen beansprucht.

## Einsatzbereiche
Mit dem Keulentraining können präventive, kurative und rehabilitative Ansätze verfolgt werden: z. B. Verletzungsprophylaxe, Verbesserung von Kraft, Beweglichkeit und Koordination, Erhöhung der Widerstandskraft gegen Reize, Behandlung von muskulären Dysbalancen oder Mobilisierung des Schultergürtels und des Schultergelenks nach einer Operation.
Ein wesentlicher Trainingsaspekt ist die Stärkung des Rückens. Beim Keulenschwingen setzt sich der Trainingsimpuls vom Arm über die Schulter bis in den Rücken fort – und je nach Übung – bis zu den Füßen. Durch die Rotation des Rumpfes werden der untere Rücken gestärkt und die Bandscheiben angesprochen. Sie geben bei Drehbewegungen der Wirbelsäule Flüssigkeit ab und saugen sich bei Entlastung, z. B. nachts, wieder voll.
Im kurativen Bereich können Verhärtungen und Verspannungen der Schultermuskulatur gelindert bzw. beseitigt werden. Das Keulentraining dehnt und lockert die Muskulatur. Durch das aktive Schwingen werden die Muskeln stärker durchblutet und mit Sauerstoff versorgt. Zusätzlich wird das Stütz- und Bindegewebe, das die Muskulatur umschließt, aktiviert und stabilisiert.
In der Rehabilitation sind die Keulen in erster Linie eine Verlängerung und Beschwerung der Arme. Für einen positiven Effekt ist die richtige Wahl des Gewichtes und des Bewegungsradius entscheidend.

## Wirksamkeit
Beim Schwingen der Keule vor und hinter dem Rücken werden Freiheitsgrade durchlaufen, die sonst häufig nur im statischen Stretching erreicht werden, und mit Kraft und Koordination kombiniert. Bei einer optimalen Masseverteilung rotiert die Keule um ihren Schwerpunkt. Für die Fliehkraft ist es wesentlich, wie weit die Masse vom Griff entfernt ist. Je mehr Masse im bauchförmigen Teil der Keule liegt und je weiter sie sich vom Griff befindet, desto effizienter ist der Trainingsreiz. Je nachdem, welches Gelenk gebeugt oder gestreckt wird, verlagert sich die Wirkung dieses Drehmoments quer durch den Körper und schließt die komplette Körpermuskulatur mit ein. Im Gegensatz zu vielen geführten linearen Bewegungen wird der gesamte Stütz- und Bewegungsapparat beansprucht.

## Sicherheit
Beim Training sollte ausreichender Abstand zu Personen und Gegenständen eingehalten werden. Die Schwünge sollten nur so schnell ausgeführt werden, dass die Keule immer fest im Griff liegt. Gerade bei schwereren Keulen kann eine beträchtliche Fliehkraft entstehen.